# St. Martin (Steingau)

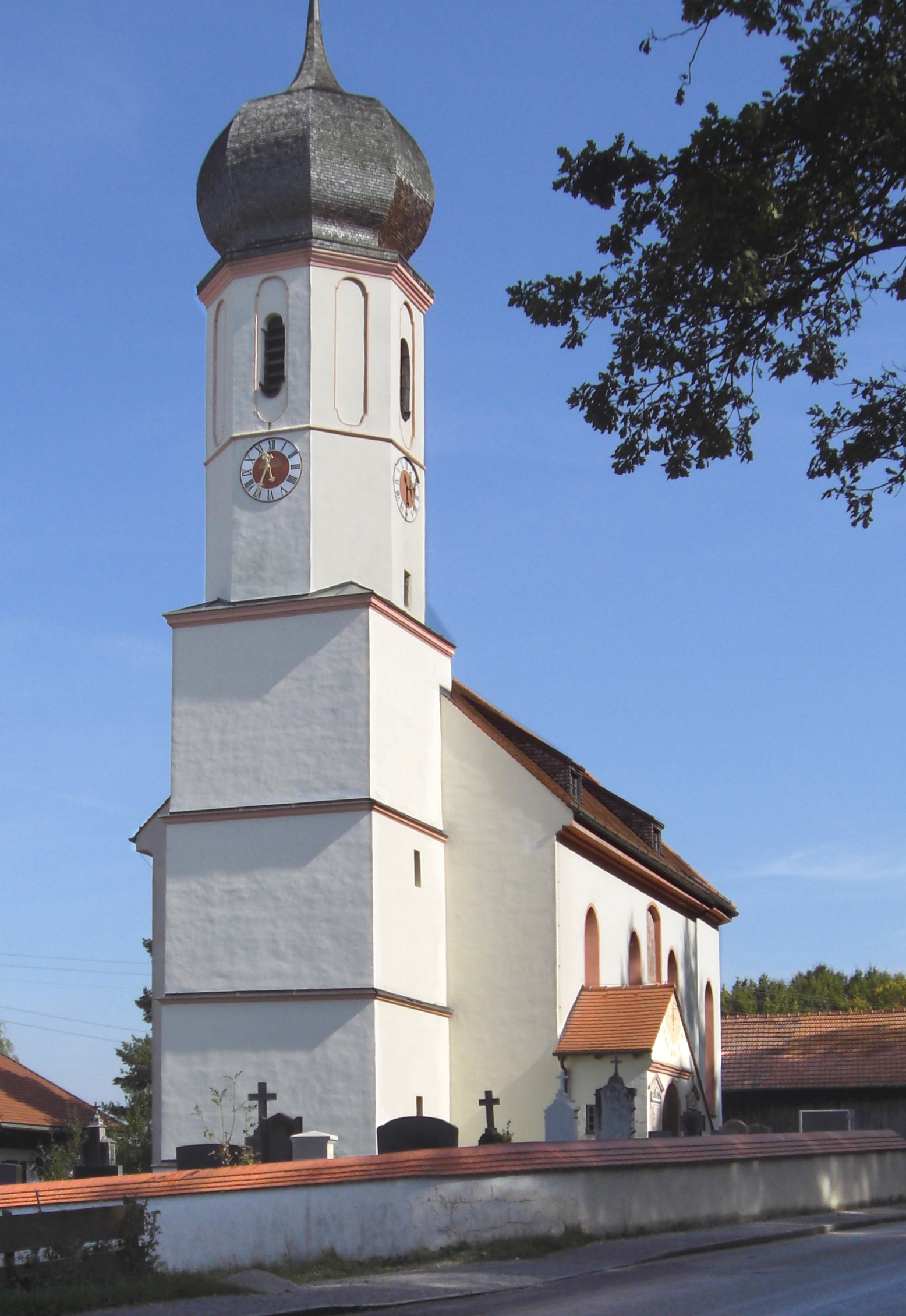
St. Martin in Steingau

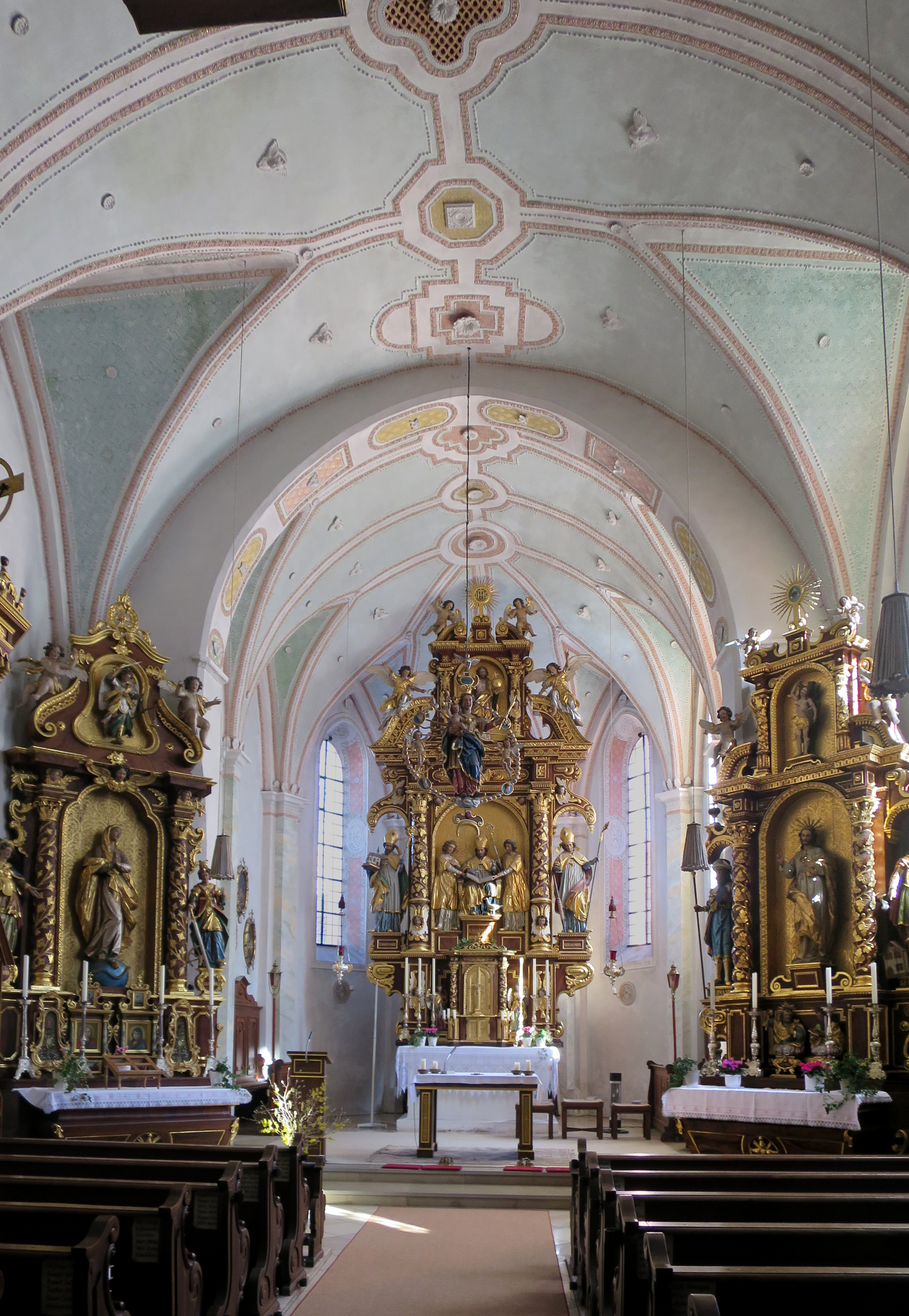
Altäre

Die römisch-katholische Kuratiekirche St. Martin steht in Steingau, einem Gemeindeteil von Dietramszell im oberbayerischen Landkreis Bad Tölz-Wolfratshausen. Sie ist in der Liste der Baudenkmäler in Dietramszell unter der Nr. D-1-73-118-150 eingetragen. Die Kirche gehört zum Dekanat Miesbach im Erzbistum München und Freising.

## Beschreibung
Die barocke Saalkirche mit spätgotischen Kern wurde im frühen 17. Jahrhundert erbaut. Sie besteht aus dem Langhaus zu drei Jochen, dem eingezogenen Chor mit Fünfachtelschluss im Osten, der Sakristei an der Nordwand des Chors und dem Kirchturm auf quadratischem Grundriss im Westen. Auf seinem achteckigen Oberteil sitzt eine Welsche Haube mit einem Scheyrer Kreuz. In dem Turm hängen drei Glocken. Die Innenräume von Langhaus und Chor sind mit Stichkappengewölben überspannt. 
Der 1665 gebaute Hochaltar wird von den Skulpturen des Wolfgang von Regensburg und des Erasmus von Antiochia flankiert. Im Altarretabel ist Martin von Tours, der Schutzheilige der Kirche, dargestellt. Das Halbrelief zeigt ihn sitzend als Bischof, zu seinen Füßen eine Gans. Die Gans erinnert an die Legende, dass Martin sich einst in einem Gänsestall versteckte, um der Wahl zum Bischof zu entgehen, aber durch das Geschnatter der Tiere verraten wurde. Eine andere Legende erzählt, Gänse hätten den Bischof bei der Predigt gestört.
Im Chorbogen hängt eine Madonna mit Jesuskind als Himmelskönigin im Rosenkranz. Diese Figur dürfte wie der Altar im 17. Jahrhundert entstanden sein. An der Südseite des Langhauses ist in einem Fresko des Augsburger Kirchenmalers Luitpold Heim aus dem Jahr 1909 Martins Mantelteilung mit dem Bettler dargestellt. 
Die Orgel mit sechs Registern, verteilt auf ein Manual und Pedal, wurde 1904 von Josef Hackl gebaut.